# Качура Олександр Анатолійович
Качу́ра Олекса́ндр Анато́лійович (нар. 18 серпня 1990, м. Конотоп Сумської області, УРСР) — український адвокат, кандидат юридичних наук (2016), народний депутат України IX скл. від партії Слуга народу, позаштатний радник Глави Адміністрації Президента України (2019). Засновник адвокатської фірми «Kachura lawyers».

## Освіта
Має три вищі освіти, кандидат юридичних наук. У 2012 році закінчив Міжнародний університет фінансів, у 2013 році — ФСП КПІ, з відзнакою (правознавство), у 2015-му — КНУ ім. Т. Шевченка (філософський факультет, політологія). У 2016 році здобув ступінь кандидата юридичних наук у Науково-дослідному інституті інформатики і права НАН України (спеціальність «Адміністративне право і процес; фінансове право; інформаційне право»). 2020-2022 рік — пройшов військовий вишкіл у Військовому інституті телекомунікацій та інформатизації імені Героїв Крут за спеціальністю «Організація морально-психологічного забезпечення військ (сил)»,.

## Підприємницька та громадська діяльність
У 2008 до вступу в університет працював слюсарем в рідному місті Конотоп.
Внесений урядом РФ у санкційний список українських політиків.
2012 року заснував адвокатську фірму, яка з 2017 року почала працювати під брендом «Kachura Lawyers»[ангажоване джерело]. Був адвокатом партії «Слуга народу» і компанії «Квартал 95». Бюро «Kachura Lawyers» представляло інтереси артиста Олега Винника, «RS music», бізнесмена і мера Глухова Мішеля Терещенка, ексміністра оборони Анатолія Гриценка та інших. Входив до експертної ради ВРУ VIII скл. з питань внесення змін до Кримінально-процесуального кодексу, був членом громадської ради при Міністерстві юстиції.
Співзасновник платформи «Поряд».

## Політична діяльність

### У Верховній Раді
З 29 серпня 2019 року — народний депутат IX скл. Заступник голови Комітету ВРУ з питань організації державної влади, місцевого самоврядування, регіонального розвитку та містобудування, заступник члена Постійної делегації у Парламентській асамблеї ОБСЄ.
У грудні 2020 року, разом з іншими депутатами «Слуги народу», подав законопроєкт, який пропонує скасувати штрафи за відмову надавати послуги українською.
Заступник голови Комітету з питань організації державної влади, місцевого самоврядування, регіонального розвитку та містобудування у Верховній Раді України IX скликання. Співініціатор утворення міжфракційного об'єднання «Збережи ФОП».
У ВРУ разом із Марією Мезенцевою керує міжфракційним депутатським об'єднанням «Трибунал для російських агресорів».
12 грудня 2019 року увійшов до міжфракційного об'єднання «Гуманна країна», створеного за ініціативи UAnimals для популяризації гуманістичних цінностей та захисту тварин від жорстокості. Голова Кримської республіканської організації партії «Слуга народу».
Підтримав звернення у якому разом із народними депутатами України вимагав прийняття законопроєктів, які дозволять позбавити представників забороненої проросійської партії «ОПЗЖ» депутатських мандатів.

### ГО «Український вибір» Віктора Медведчука
Станом на січень 2020 року був керівником районного осередку Солом'янського району Києва проросійської ГО «Український вибір» олігарха Віктора Медведчука. Після оприлюднення цих даних, Качура заявив, що це неправдиві дані, але їх згодом було підтверджено Міністерством юстиції, журналістськими розслідуваннями та даними з реєстрів. 27 серпня 2021 року Бориспільський суд задовольнив позов Качури, підтвердивши, що Качура не був керівником всієї ГО «Український вибір» і не займався юридичним супроводом партії Шарія. Однак, за словами Качури, він був учасником акцій «Українського вибору», зокрема роздавав студентам презервативи.

### Заяви до правоохоронних органів і судів
У жовтні 2019 року Качура подав заяви до ДБР, ГПУ, СБУ та МВС щодо висловлювань народної депутатки Софії Федини, де заявив, що вона у відеозверненні з Марусею Звіробій погрожувала життю Володимира Зеленського. Було відкрито кримінальне провадження, а Качура згодом заявив, що йому почали надходити погрози.

## Нагороди
- Один з переможців конкурсу «Адвокат року — 2018» у номінації «IT-право» за версією Асоціації адвокатів[43].
- У вересні 2022 року нагороджений орденом святого Миколая Чудотворця Української Православної Церкви Київського Патріархату[44].
- У грудні 2022 року нагороджений Національною асоціацією адвокатів України орденом «Видатний адвокат»[45].

## Сім'я
- Батько: Анатолій Михайлович Качура (нар. 4 серпня 1954) — пенсіонер[джерело?].
- Мати: Тамара Олексіївна Качура (нар. 3 лютого 1957) — пенсіонер[джерело?].
- Дружина Катерина Олександрівна Качура, донька Злата Качура[46].
- Сестра: Оксана Качура (нар. 27 лютого 1978)[46].

## Публікації
- Качура О. Адміністративні процедури державної реєстрації: автореф. дис. … канд. юрид. наук : 12.00.07; Нац. акад. прав. наук України, НДІ інформатики і права. — Київ, 2016. — 20 с.
- Качура О. Основні критерії класифікації адміністративних процедур державної реєстрації / О. Качура // Evropsky politicky a pravni diskurz. — 2014. — Vol. 1, Iss. 6. — С. 502—511.
- Процедури адміністративної реєстрації: порівняльно-правова характеристика / О. Качура // Evropsky politicky a pravni diskurz. — 2015. — Vol. 2, Iss. 2. — С. 252—256.
- Адміністративні процедури державної реєстрації юридичних осіб та суб'єктів без статусу юридичної особи у контексті нової редакції Закону України «Про державну реєстрацію юридичних осіб, фізичних осіб — підприємців та громадських формувань» / О. Качура // Evropsky politicky a pravni diskurz. — 2016. — Vol. 3, Iss. 4. — С. 212—218.
- Качура О. А. Поняття, сутність державного регулювання та нагляду в сфері запобігання та протидії легалізації (відмиванню) доходів, одержаних злочинним шляхом, або фінансуванню тероризму / О. А. Качура // Вісн. Нац. техн. ун-ту України «КПІ». Політологія. Соціологія. Право. — 2014. — № 1. — С. 101—107.